# 須波駅
須波駅（すなみえき）は、広島県三原市須波一丁目にある、西日本旅客鉄道（JR西日本）呉線の駅である。駅番号はJR-Y30。

## 歴史
- 1930年（昭和5年）3月19日：鉄道省三呉線（現・呉線）三原駅 - 当駅間開通時に終着駅として開設[3][4]。
- 1931年（昭和6年）4月28日：三呉線当駅 - 安芸幸崎駅間延伸、途中駅となる[3]。
- 1935年（昭和10年）11月24日：三原駅 - 海田市駅間全通に伴い、線路名称改定。呉線所属となる[3]。
- 1960年（昭和35年）7月1日：貨物取扱廃止[2]。
- 1970年（昭和45年）10月1日：簡易委託駅化[5][6]。荷物扱いを廃止[2]。
- 1987年（昭和62年）4月1日：国鉄分割民営化に伴い、西日本旅客鉄道（JR西日本）の駅となる[2]。
- 1995年（平成7年）10月1日：管轄が広島支社の直轄（三原管理駅）から三原地域鉄道部に変更される[7]。
- 2006年（平成18年）3月18日：ダイヤ改正に伴い、臨時快速「瀬戸内マリンビュー」の停車駅となる。
- 2007年（平成19年）
  - 8月：ICOCA専用改札機（カードリーダー）設置。
  - 9月1日：ICカード「ICOCA」が利用可能となる。
- 2010年（平成22年）
  - 7月14日：平成22年7月豪雨に伴い、呉線内で複数の土砂崩れ発生。三原駅 - 呉駅間が不通となる[8]。
  - 7月20日：三原駅 - 竹原駅間運行再開[9][10]。
- 2011年（平成23年）3月12日 - ダイヤ改正に伴い、臨時快速「瀬戸内マリンビュー」の通過駅に戻る[11]。
- 2012年（平成24年）：無人駅化[1]。
- 2016年（平成28年）
  - 6月22日：平成28年梅雨前線豪雨に伴い、安登駅 - 安芸川尻駅間で土砂崩れが発生。三原駅 - 広駅間が不通となる[12]。
  - 6月27日：三原駅 - 安浦駅間で運行再開するが[12]、当駅 - 安芸幸崎駅間斜面亀裂のため[13]、19時から再度三原駅 - 忠海駅間が不通となる[14]。
  - 7月15日：三原駅 - 忠海駅間運行再開[15]。
- 2018年（平成30年）
  - 6月1日：三原地域鉄道部廃止に伴い、三原駅の被管理駅となる[16]。
  - 7月5日：平成30年7月豪雨に伴い、不通となる[17]。
  - 11月：駅舎解体[4]。
  - 12月15日：三原駅 - 安浦駅間復旧に伴い、営業再開。

## 駅構造

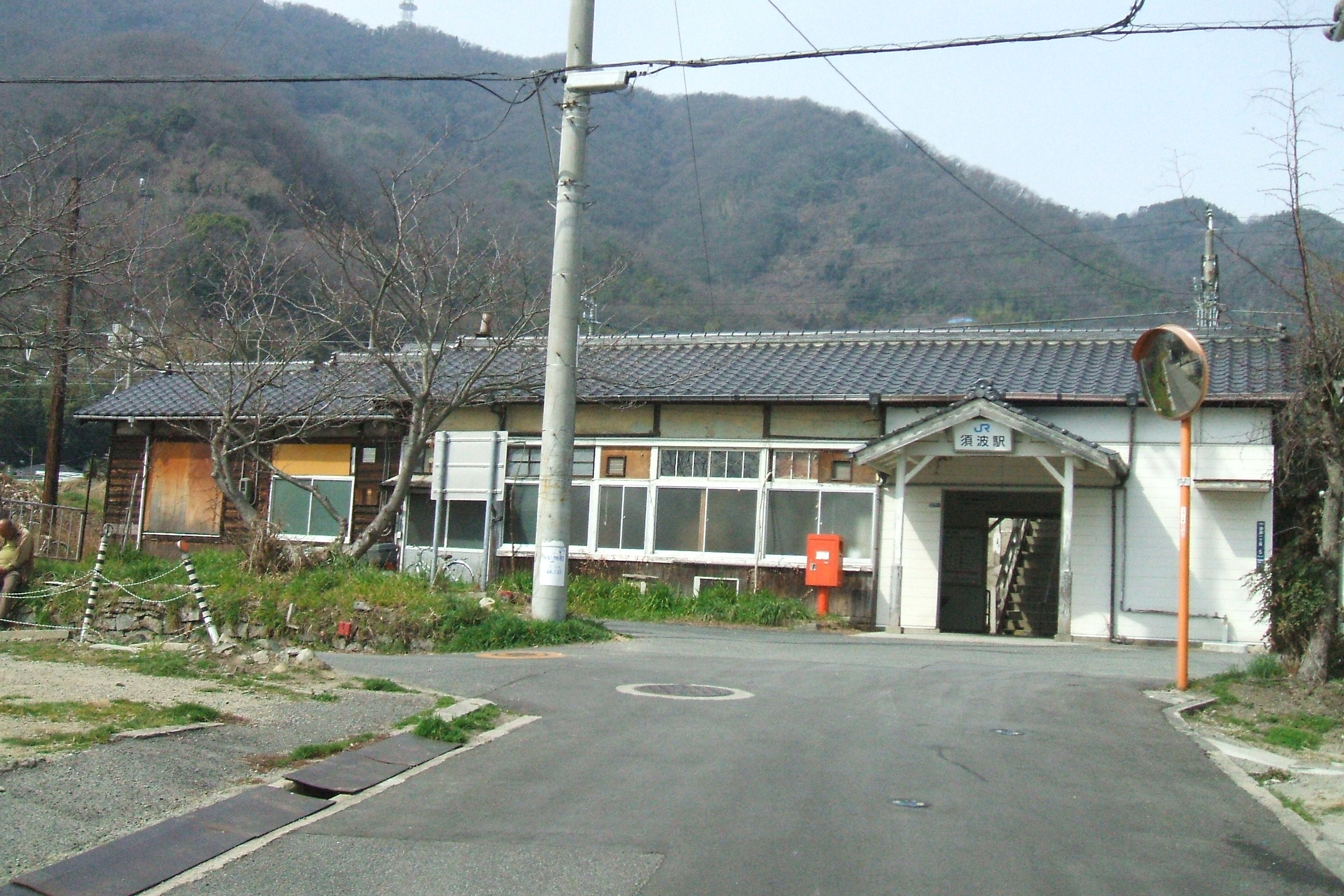
解体前の駅舎(2010年2月)

相対式ホーム2面2線を有する列車交換可能な地上駅。
築堤上にホームがあり、上下線ホーム出入口が独立して設置されている。下りホーム出入口は呉寄りと三原寄りの2ヶ所、上りホームの出入口は1ヶ所。
下りホームの三原寄りにある駅舎内には、CTCに伴い列車接近（前駅出発）を告知する装置が取付けられている。
無人駅。ICOCAが利用可能（相互利用可能ICカードはICOCAの項を参照）で、ICカードは専用カードリーダーにより対応している。以前は簡易委託駅であり、非電化時代は直営駅であった。

### のりば
| ホーム    | 路線 | 方向 | 行先           |
| --------- | ---- | ---- | -------------- |
| 西側（1） | 呉線 | 上り | 三原・福山方面 |
| 東側（2） | 呉線 | 下り | 竹原・呉方面   |

付記事項
- 実際には上記ののりば番号標は無い。上記番号は列車運転指令上の番線番号である。
- 1番線（西側）は上り本線であり、上り列車入線及び三原側への出発が可能。
- 2番線（東側、旧駅舎側）は下り本線（兼上り副本線）であり、上下列車入線及び両方向への出発に対応可能な信号機配置である。但し実際は下り列車専用ホームとして運用されており、2番線に入線する上り定期列車は設定されていない。
- 2番線ホームの東側には貨物ホーム跡と1線の側線が残されている。この側線は、保線車両留置に使用される場合がある。
- 列車接近時の案内放送やメロディーはない。
- 以前乗車券は駅北側や南側の商店で常備券を発売していた。その関係から、ICOCA導入後も自動券売機設置はされなかった[18]。

## 利用状況
近年の1日平均乗車人員の推移は以下の通り。当駅は、呉線の駅で最も乗車人員が少ない（次点は安芸長浜駅）。
| 年度                | 1日平均 乗車人員 | 出典   |
| ------------------- | ---------------- | ------ |
| 1987年（昭和62年）  | 317              | [ 19 ] |
| 1988年（昭和63年）  | 355              | [ 19 ] |
| 1989年（平成 元年） | 378              | [ 19 ] |
| 1990年（平成02年）  | 384              | [ 19 ] |
| 1991年（平成03年）  | 402              | [ 19 ] |
| 1992年（平成04年）  | 412              | [ 19 ] |
| 1993年（平成05年）  | 414              | [ 19 ] |
| 1994年（平成06年）  | 483              | [ 19 ] |
| 1995年（平成07年）  | 430              | [ 19 ] |
| 1996年（平成08年）  | 406              | [ 19 ] |
| 1997年（平成09年）  | 383              | [ 19 ] |
| 1998年（平成10年）  | 366              | [ 19 ] |
| 1999年（平成11年）  | 326              | [ 19 ] |
| 2000年（平成12年）  | 308              | [ 19 ] |
| 2001年（平成13年）  | 295              | [ 19 ] |
| 2002年（平成14年）  | 264              | [ 19 ] |
| 2003年（平成15年）  | 244              | [ 19 ] |
| 2004年（平成16年）  | 227              | [ 19 ] |
| 2005年（平成17年）  | 218              | [ 19 ] |
| 2006年（平成18年）  | 199              | [ 19 ] |
| 2007年（平成19年）  | 192              | [ 19 ] |
| 2008年（平成20年）  | 178              | [ 19 ] |
| 2009年（平成21年）  |                  |        |
| 2010年（平成22年）  |                  |        |
| 2011年（平成23年）  | 126              | [ 20 ] |
| 2012年（平成24年）  | 119              | [ 20 ] |
| 2013年（平成25年）  | 106              | [ 20 ] |
| 2014年（平成26年）  | 94               | [ 20 ] |
| 2015年（平成27年）  | 93               | [ 20 ] |
| 2016年（平成28年）  | 81               | [ 20 ] |
| 2017年（平成29年）  | 80               | [ 20 ] |
| 2018年（平成30年）  | 60               | [ 20 ] |
| 2019年（令和 元年） | 80               | [ 20 ] |
| 2020年（令和02年）  | 67               | [ 21 ] |
| 2021年（令和03年）  | 62               | [ 22 ] |
| 2022年（令和04年）  | 60               | [ 23 ] |
| 2023年（令和05年）  | 67               | [ 24 ] |

## 駅周辺
- 広島県道211号須波停車場線 - 須波駅から国道185号までの約100メートル
- 国道185号 - 三原市中心部・国道2号三原バイパス / 須波港・竹原市方面
- 三原須波郵便局
- 三原市立須波小学校
- 芸陽バス 須波駅前バス停（国道185号沿い） - 三原－竹原線（三原駅・三原営業所方面 / 須波フェリー前・久津公民館・忠海駅前・中通方面）[25]
  - すなみ海浜公園（芸陽バス利用）
  - みはらし温泉（芸陽バス利用）
- 須波港：南へ約1.2キロ。向田港（佐木島）・沢港（生口島）行きフェリーが発着する。

## 隣の駅
西日本旅客鉄道（JR西日本）
 呉線
三原駅 (JR-Y31) - 須波駅 (JR-Y30) - 安芸幸崎駅 (JR-Y29)